# Odo II. Burgundský
Odo II. Burgundský (1118 – 27. června 1162) byl v letech 1143 až 1162 burgundský vévoda a účastník bojů proti Maurům na Pyrenejském poloostrově.

## Život
Narodil se jako nejstarší syn Huga II. burgundského a jeho manželky Felície-Matyldy, dcery Gauthiera z Mayenne. Oženil se s Marií ze Champagne, dcerou Theobalda IV. z Blois a Matyldy Korutanské. Roku 1143 zdědil otcovo panství, měl spory francouzským králem a s biskupem z Langres. Zemřel během kajícné poutě do Svaté země. Byl pohřben v rodovém pohřebišti v klášterním kostele v Citeaux.